# لجنة بالين
كانت لجنة بالين أو لجنة بالين للتحقيق أو محكمة بالين للتحقيق هي أول لجنة تحقيق بريطانية بشأن قضية فلسطين. فقد أرسلت السلطات البريطانية إلى المنطقة في مايو 1920، لفحص أسباب أعمال الشغب في القدس، التي وقعت بين 4 و 7 أبريل 1920. وتوقعت زيادة المشاكل بين مختلف الأطراف والإدارة. أنهت لجنة تقرير بالين تقريرها في 1 تموز (يوليو) 1920 في بورسعيد، وقدمته في آب 1920، رغم أنه لم يُنشر قط. والتقرير محفوظ في أوراق وزارة الخارجية في الأرشيف الوطني كوثيقة E9379 تحت FO 371/5121.

## أعمال اللجنة
ضمت اللجنة ثلاثة أعضاء، اللواء السير فيليب بالين، الذي ترأس، العميد إيه. حيث استجوب 152 شاهدا بثماني لغات (الإنجليزية والفرنسية والعربية والعبرية واليديشية والجرغونية والروسية والهندوستانية)، مما جعل عملية واجرائات التقرير تأخذ وقتا أطول من المعتاد.
تم تمثيل اللجنة الصهيونية قانونًيا واستخدمت التحقيق لشن «هجوم قوي» على إدارة أراضي العدو المحتلة (OETA). وأشار تقرير بالين إلى أن الممثلين اليهود أصروا على نعت ووصف الأحداث بأنها «مذبحة»، مما يعني ضمناً أن الإدارة البريطانية قد تواطأت في أعمال العنف. كان الفلسطينيون العرب يفتقرون إلى الاهتمام، ونادرًا ما يحضرون إلى المحكمة و «لم يكونوا بأي حال من الأحوال مستعدين جيدًا».
تم إنهاء إدارة أراضي العدو المحتلة بحلول الوقت الذي تم فيه تقديم التقرير في أغسطس 1920. أصبح السير هربرت صموئيل (وهو ذو اصول صهيونية) أول مندولب سام في عام 1920، قبل أن يوافق مجلس عصبة الأمم على الانتداب البريطاني لفلسطين، وانسحب إدارة أراضي العدو المحتلة إلى القاهرة استعدادًا للانتداب البريطاني المتوقع. نصح اللنبي بنشر تقرير بالين. ولكن تحسبا للاعتراضات الصهيونية، تقرر فقط نقل جوهر التقرير شفهيا إلى زعيم صهيوني «مسؤول».

## ملخص التقرير
انظر: استنتاجات تقرير بالين
يشير التقرير إلى «أسباب مختلفة لتغريب واستياء مشاعر سكان فلسطين». ويستشهد بخطوط جان دو لافونتين بالفرنسية الأصلية لتوضيح منطق الأحداث وموقف السكان المحليين:
Cet animal est très méchant Si on l'attaque il se défend.
هذا الحيوان شرير. عندما نهاجم، فإنها تدافع.

وأشارا التقرير ان اسباب الاغتراب والسخط لمشاعر سكان فلسطين هي: -
- خيبة الأمل من عدم الوفاء بالوعود التي قدمتها لهم الدعاية البريطانية.
- عدم القدرة على التوفيق بين سياسة الحلفاء المعلنة لتقرير المصير مع وعد بلفور، مما أدى إلى الشعور بالخيانة والقلق الشديد بشأن مستقبلهم.
- سوء فهم المعنى الحقيقي لوعد بلفور ونسيان الضمانات المقررة فيه، بسبب الخطاب الفضفاض من السياسيين والتصريحات والكتابات المبالغ فيها للمهتمين وعلى رأسهم الصهاينة.
- الخوف من المنافسة والهيمنة اليهودية، تبرره التجربة والسيطرة الظاهرة التي يمارسها الصهاينة على الإدارة.
- الطيش والعدوان الصهيوني منذ وعد بلفور فاقم هذه المخاوف.
- الدعاية المعادية لبريطانيا والصهيونية التي تعمل على السكان الذين تأجج بالفعل من قبل مصادر الانزعاج المذكورة أعلاه. [الصفحة 81 من التقرير ]

وانتقدت التوصيات بشدة الصهاينة لتفاقم هذه المخاوف من خلال «نفاد صبرهم وحماقتهم ومحاولاتهم لفرض أيديهم على الإدارة». كان هناك اتصال مباشر بين وزارة الخارجية وكبير الموظفين السياسيين، الكولونيل ريتشارد مينرتزهاجين، تجاوز وأحيانًا يتعارض مع الإدارة. في عام 1919، منحت وزارة الخارجية، بناءً على طلب حاييم وايزمان، البنك الأنجلو فلسطيني احتكارًا لتقديم الرهون العقارية، مما أجبر البنك الأنجلو-مصري على التخلي عن شروطه السهلة التي تم التفاوض عليها مؤخرًا والبالغة 6 % للبنك، و 0.5 % للبنك. الرسوم الإدارية.
انتقد التقرير بعض أعمال القيادة العسكرية لـ إدارة أراضي العدو المحتلة، ولا سيما انسحاب القوات من داخل القدس في وقت مبكر من صباح يوم الاثنين 5 أبريل، وأنه بمجرد إعلان الأحكام العرفية، كان من البطء استعادة السيطرة.
يذكر تكوين قوات الهاغاناه:
يبدو من غير المعقول أن حقيقة أن هؤلاء الرجال قد اجتمعوا معًا وكانوا يحفرون علانية في الجزء الخلفي من مدرسة ليميل وعلى جبل سكوباس [ جبل المشارف ]... ومع ذلك لم تصل أي كلمة منه إلى المحافظة أو الإدارة إلا بعد أعمال الشغب.
وأخيراً، أعرب التقرير عن قلقه إزاء الوضع في فلسطين، واصفاً إياه بـ «الخطير للغاية». نتائج تقرير بالين مماثلة لتلك الواردة في تقرير هايكرافت في العام التالي. يركز التقرير الأخير بشكل أكبر على الخوف العربي من أن تؤدي الهجرة اليهودية الواسعة إلى سيطرة يهودية على فلسطين.

## الروابط الخارجية
- تقرير لجنة بالين، نسخة كاملة من التقرير الذي نشره بريندان مكاي